# Andreï Kaliada
Pour les articles homonymes, voir  Kaliada.
Andreï Andreevich Kaliada, né le 3 juin 1940 dans le village de Panyamon (be) (raïon de Navahroudak, voblast de Hrodna, à l'époque en République socialiste soviétique de Biélorussie, en URSS) et mort le 13 octobre 2022 à Minsk (Biélorussie), est un critique littéraire et de théâtre et enseignant biélorusse. 

## Biographie
Andreï Kaliada naît le 3 juin 1940 dans le village de Panyamon (be) dans le raïon de Navahroudak.
Il est diplômé de l'Institut biélorusse de théâtre et d'art en 1962. Il travaille au théâtre Ianka Koupala et enseigne aux instituts de théâtre et d'art pédagogiques et biélorusses de Minsk. Sa thèse de candidature est sur le thème « Développement des compétences de lecture expressive chez les étudiants en philologie (basé sur la littérature biélorusse) » (1974). Il est vice-recteur de l'Académie biélorusse des arts de 1989 à 2008 et est professeur en 1993.
Il meurt le 13 octobre 2022 à Minsk et ses cendres sont inhumées le 18 novembre au cimetière de Brompton à Londres.

### Famille
Sa fille, Natallia Kaliada, et son mari Mikalai Khalezin (en) sont créateurs du Théâtre libre de Minsk et vivent en Grande-Bretagne,. Natallia Andreevna Kaliada est connue comme une défenseure active des gays en Biélorussie.
Sa petite-fille, Daniela, a exposé au Parlement anglais les divers crimes commis par les autorités biélorusses.